# American Psycho (álbum)
American Psycho é o quarto álbum de estúdio da banda estadunidense Misfits, lançado em 13 de maio de 1997. Foi o primeiro a ser gravado e lançado sem a presença do fundador e ex-vocalista Glenn Danzig. Após anos de disputa com Danzig, o baixista Jerry Only conseguiu o direito do uso do nome e imagem da banda para gravar e se apresentar. O álbum também marcou a estreia do vocalista Michale Graves e do baterista Dr. Chud. O antigo guitarrista Doyle Wolfgang von Frankenstein também participou dessa reunião do Misfits.

## Recepção
| Críticas profissionais | Críticas profissionais |
| Avaliações da crítica  | Avaliações da crítica  |
| Fonte                  | Avaliação              |
| ---------------------- | ---------------------- |
| AllMusic               | [ 4 ]                  |
| Entertainment Weekly   | B                      |
| PopMatters             | Positivo               |
| Rolling Stone          | [ 5 ]                  |

O Entertainment Weekly escreveu que "sua fórmula boba de letras inspiradas em filmes de terror ruins, vocais pop e hardcore explosivo ainda é um excelente material para mosh-pit".
Sobre a nova formação do grupo, Stephen Thomas Erlewine, do AllMusic, afirmou considerá-la "uma roupagem gótico-punk kitsch mais inclinada ao metal do que ao hardcore", enquanto a Rolling Stone comentou que o novo estilo da banda misturava "um pouco de punk antigo, um pouco de metal e um thrasher ocasional".

## Faixas
1. "Abominable Dr. Phibes" – 1:41
2. "American Psycho" – 2:06
3. "Speak of the Devil" – 1:47
4. "Walk Among Us" – 1:23
5. "The Hunger" – 1:43
6. "From Hell They Came" – 2:16
7. "Dig Up Her Bones" – 3:01
8. "Blacklight" – 1:27
9. "Resurrection" – 1:29
10. "This Island Earth" – 2:15
11. "Crimson Ghost" – 2:01
12. "Day of the Dead" – 1:49
13. "The Haunting" – 1:25
14. "Mars Attacks" – 2:28
15. "Hate The Living, Love The Dead" – 1:36
16. "Shining" – 2:59
17. "Don't Open 'Til Doomsday" – 2:43
18. "Hell Night" (faixa escondida)
19. "Dead Kings Rise" (faixa exclusiva da versão em LP)

## Integrantes
- Jerry Only - baixo
- Doyle Wolfgang von Frankenstein - guitarra
- Michale Graves - vocal
- Dr. Chud - bateria e teclado

## Posição nas paradas musicais
| Parada                         | Melhor posição |
| ------------------------------ | -------------- |
| Estados Unidos (Billboard 200) | 117            |